# Tiranské pakty
Tiranské pakty jsou dvě vojensko-politické smlouvy mezi Itálií a Albánií.

## 1. pakt
1. pakt byl podepsán ve formě smlouvy o přátelství a bezpečnosti 27. listopadu 1926, kde se obě strany zavázaly ke vzájemné podpoře a udržení politického a teritoriálního statu quo na území Albánie. Tato smlouva reagovala na tzv. "dukagjinskou vzpouru" z podzimu roku 1926, které se účastnila část albánských emigrantů žijících v Království SHS (Dukagjin je kraj v Albánii), čehož využila Itálie, která ihned ze vzpoury obvinila Království SHS. Tento pakt znamenal konec jugoslávského vlivu v Albánii, který slábnul již od roku 1925, kdy prezident a pozdější král Zogu začal s orientací země na Itálii a podepsal s ní řadu smluv. 
Sousední státy tuto dohodu považovaly za porušení rovnováhy sil na Balkáně.; znepokojena byla zvlášť Jugoslávie, která neměla s Itálií příliš dobré vztahy a vzrůst její moci v oblasti natolik blízké by byl přinejmenším problematický.

## 2. pakt
2. pakt byl podepsán o rok později 22. listopadu 1927, jakožto obranná aliance na 20 let. Důsledkem byl počátek změny politického uspořádání Albánie v italský protektorát. Řím totiž získal faktickou kontrolu nad albánskou armádou a zahraniční politikou. To si uvědomoval i král Zogu, jehož pozdější slabý odpor byl marný. Králem "všech Albánců" se Ahmet Zogu prohlásil až 1. září 1928, takže pakty podepsal ještě v pozici prezidenta. Následně se italská dominance přelila i do dalších oblastí (hlavně ekonomicko-sociální). 7. dubna 1939 obsadila italská vojska albánské území, král uprchl ze země a pět dnů na to došlo ke spojení Albánie s Itálií formou personální unie. Tak měla Itálie zajištěný výchozí bod k další expanzi na Balkánský poloostrov.
Podepsáním tohoto dokumentu se Itálii podařilo získat klíčový vliv na dalším z území, které bylo v bezprostřední blízkosti Jugoslávie, se kterou měla italská vláda územní spory.